# ZF Friedrichshafen
Die ZF Friedrichshafen AG (auch ZF Group, ZF = Zahnradfabrik) mit Sitz in Friedrichshafen ist ein weltweit tätiger deutscher Automobilzulieferer.
Der ZF-Konzern ist mit 161 Produktionsstandorten in 30 Ländern vertreten.

## Aktionärsstruktur
- Zeppelin-Stiftung (93,8 Prozent) – verwaltet von der Stadt Friedrichshafen
- Dr. Jürgen und Irmgard Ulderup Stiftung, Lemförde (6,2 Prozent)

## Geschichte

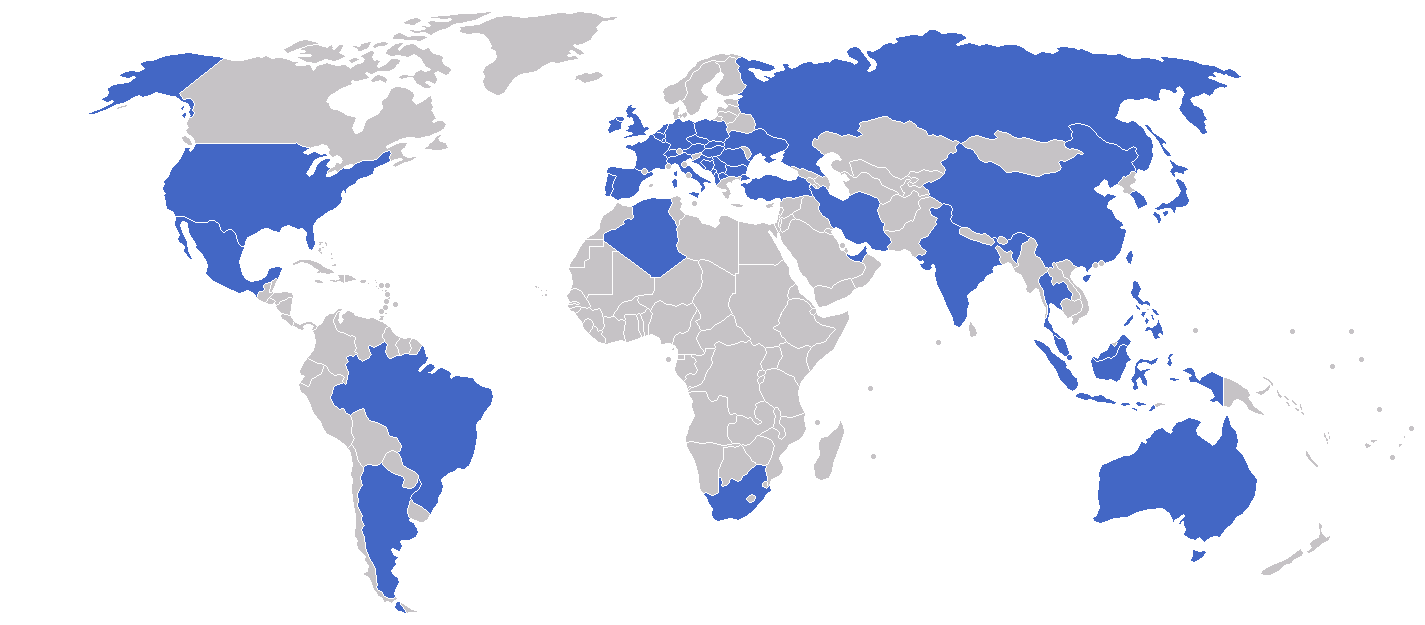
Staaten mit Standorten der ZF Friedrichshafen AG

Das Unternehmen wurde 1915 unter dem Namen Zahnradfabrik GmbH zur Herstellung von Zahnrädern und Getrieben für Luftfahrzeuge, Motorwagen und -boote mit dem Ziel, bessere Getriebe zu bauen, in Friedrichshafen am Bodensee gegründet. Von Anfang an standen zur Ausweitung der Geschäftsgrundlage Fahrzeuggetriebe als Geschäftszweck in der Gründungsurkunde. Der Entwicklungsleiter der Zeppelin GmbH, Alfred Graf von Soden-Fraunhofen, wollte Zahnräder nach einem neuen Verfahren herstellen, das der Schweizer Ingenieur Max Maag entwickelt hatte.
Gründer waren die Luftschiffbau Zeppelin GmbH, vertreten durch Alfred Colsman, und die Max Maag Zahnräderfabrik. Graf Soden und Theodor Winz wurden Geschäftsführer. In der Folge machte sich die Zahnradfabrik als Hersteller von Getrieben und Zahnrädern für Flugzeuge, Maschinen und Lastwagen einen Namen. 1921 wurde das Unternehmen in eine Aktiengesellschaft umgewandelt und es firmierte bis 1991 unter der Bezeichnung Zahnradfabrik Friedrichshafen AG. An der Bahnstrecke Friedrichshafen Stadt–Oberteuringen (Teuringertal-Bahn), die von 1922 bis 1954 Personenverkehr aufwies, wurde der Haltepunkt Friedrichshafen-Zahnradfabrik eingerichtet. Im Jahre 1926 wurde das Werk Berlin eröffnet; 1937 folgte das Werk Schwäbisch Gmünd.
Wie zahlreiche andere Betriebe im Bereich Maschinenbau produzierte auch die ZF im Zweiten Weltkrieg Rüstungsgüter und beschäftigte bis Kriegsende 2800 Zwangsarbeiter. Dieses Kapitel der Betriebsgeschichte fand in den 2000er Jahren allmählich den Weg in die Öffentlichkeit. Zwischen Juni 1943 und Februar 1945 wurden elf Luftangriffe auf die Stadt Friedrichshafen geflogen, die eine nahezu totale Zerstörung der Produktionsstätten am Stammsitz zur Folge hatten. Seit der Nachkriegszeit ist die ZF wieder im Rüstungsgeschäft tätig, so etwa als Zulieferer für den Panzer Leopard 1. Zudem ist ZF förderndes Mitglied der Deutschen Gesellschaft für Wehrtechnik e. V.
1959 gründete ZF den ersten Standort in São Caetano do Sul (Brasilien).
Zum Jahresbeginn 1970 beteiligte sich das US-amerikanische Unternehmen Borg-Warner zu 50 % an der Produktion von Pkw-Automatikgetrieben bei der Zahnradfabrik Friedrichshafen AG.
1984 beteiligte sich ZF an der Lemförder Metallwaren AG, heute der Division Fahrwerktechnik der ZF Friedrichshafen AG zugeordnet. Seit Jahresbeginn 1992 ist der Name des Unternehmens ZF Friedrichshafen AG. Die Farbe des Signets änderte sich von Schwarz auf Blau. Grund hierfür war zum einen die stärkere globale Ausrichtung des Unternehmens und zum anderen das geänderte Tätigkeitsfeld. Im Jahre 1999 wurde die Sparte Lenksysteme ausgegliedert und in eine eigenständige GmbH überführt. An dieser GmbH (ehemals ZF Lenksysteme mit Sitz in Schwäbisch Gmünd) waren bis zum 10. März 2015 sowohl die ZF Friedrichshafen AG als auch die Robert Bosch GmbH mit jeweils 50 % beteiligt, danach ging die ZF-Beteiligung an Bosch (Robert Bosch Automotive Steering GmbH). 2001 akquirierte die ZF Friedrichshafen AG das bislang größte Unternehmen, die Mannesmann Sachs AG, deren Aktivitäten heute in den Divisionen Antriebs- und Fahrwerktechnik zusammengefasst sind.
Im Jahr 2009 sank der Umsatz auf 9,37 Mrd. Euro und der Verlust belief sich auf 421 Mio. Euro. Im darauffolgenden Jahr stieg der Umsatz um 38 Prozent auf 12,9 Milliarden Euro, das Ergebnis nach Steuern betrug 443 Millionen Euro.
ZF bekam im September 2009 im Rahmen des Deutschlandsfonds infolge der Finanzkrise vom Lenkungsausschuss einen Kredit der KfW in Höhe von 250 Millionen Euro genehmigt. Dieser wurde über Geschäftsbanken an das Unternehmen ausgezahlt. Dieser Kredit musste nach Ende der Laufzeit mit Zinsen wieder zurückgezahlt werden. Das Unternehmen wollte 600 Millionen Euro einsparen, jedoch die Stammbelegschaft halten und keine Mitarbeiter abbauen. Die Mitarbeiterzahl hatte sich nach den Worten des damaligen CEOs Hans-Georg Härter auf der Pressekonferenz am 15. September 2009 bereits von rund 63.288 auf 59.771 verringert, so dass keine weitere Reduzierung angestrebt wurde.
2011 übernahm ZF die Windkraftsparte des Getriebeherstellers Hansen Transmissions und integrierte sie als Geschäftsfeld ZF Windpower. Im selben Jahr wurde in Pilsen die Tochtergesellschaft Openmatics gegründet, welche die gleichnamige Telematik-Plattform entwickelt.
Im Rahmen der Neuausrichtung des Konzerns verschmolzen im August 2011 alle großen deutschen ZF-Gesellschaften auf die ZF Friedrichshafen AG.
Am 15. September 2014 gab ZF bekannt, den Automobilzulieferer TRW Automotive zu übernehmen. Die Übernahme kam Mitte Mai 2015 zum Abschluss. Mit dieser Fusion wurden ein Gesamtumsatz von rund 29 Mrd. Euro und ein Konzern mit über 130.000 Mitarbeitern geschaffen. Der Kauf kostete ZF 9,6 Milliarden Euro, zuvor wurde die ZF Lenksysteme (ZFLS), die bislang Bosch und ZF gemeinsam gehörte, aus kartellrechtlichen Gründen von ZF an Bosch verkauft. Von der Fusion erwartete man vor allem im Bereich der Elektromobilität und des Autonomen Fahrens neue Impulse.
Im November 2016 wurde das ZF Forum als neue Konzernzentrale eröffnet. Im Erdgeschoss beherbergt es ein öffentlich zugängliches Firmenmuseum.
Ende März 2019 gab ZF bekannt, den Automobilzulieferer WABCO für 7 Mrd. US-Dollar zu übernehmen. Am 27. Juni 2019 stimmten die Aktionäre von WABCO dem Übernahmeangebot zu. Der Abschluss des Vorgangs erfolgte am 29. Mai 2020. Dabei wurde WABCO als eigene Division in den Konzern integriert. Aus ebenfalls kartellrechtlichen Gründen verkaufte ZF den zuvor zu WABCO gehörenden Konzernteil R.H. Sheppard an die Bendix Commercial Vehicle Systems LLC, einem Tochterunternehmen von Knorr-Bremse, für 149,5 Millionen US-Dollar.
Im Oktober 2022 kündigte ZF an, die Division „Passive Sicherheitstechnik“ aus dem Konzern herauszulösen und verkaufen zu wollen. Sie fertigt hauptsächlich Sicherheitsgurte und Airbags.

## Tätigkeitsfelder
Die Produkte von ZF umfassen Getriebe, Lenkungen, Achsen, Kupplungen, Stoßdämpfer, Fahrwerkskomponenten und -systeme, Gummi-Metallkomponenten, und andere Bauteile für Pkw, Zweiräder, Lkw, Busse, Baumaschinen, Landmaschinen, Bahn, Schiff, Windkraft und Maschinen. Im Sommer 2024 stellte ZF kompakte 48-V-E-Bike-Antriebe mit 75 und 90 Nm Drehmoment vor.

### Aktive Sicherheitstechnik
Die Division Aktive Sicherheitstechnik mit Hauptsitz in Alfdorf verantwortet die Entwicklung und Produktion von Lenk- und Bremssystemen für die Automobilindustrie. Zu den Produkten gehören beispielsweise elektrische und elektrohydraulische Servolenkungen, die elektronische Stabilitätskontrolle (ESC), integrierte Bremssysteme (IBC) und elektrische Parkbremsen (EPB). Im Jahr 2021 wurde ein Umsatz von 5,298 Milliarden Euro generiert.

### Passive Sicherheitstechnik
Die Sparte Passive Sicherheitstechnik bietet Insassenschutz für Automobile an, also Airbags, Airbag-Gasgeneratoren, Sicherheitsgurte und Lenkräder. Der Hauptsitz der Sparte, die 2021 einen Umsatz von 3,08 Milliarden Euro generierte, ist in Alfdorf.

### Pkw-Antriebstechnik

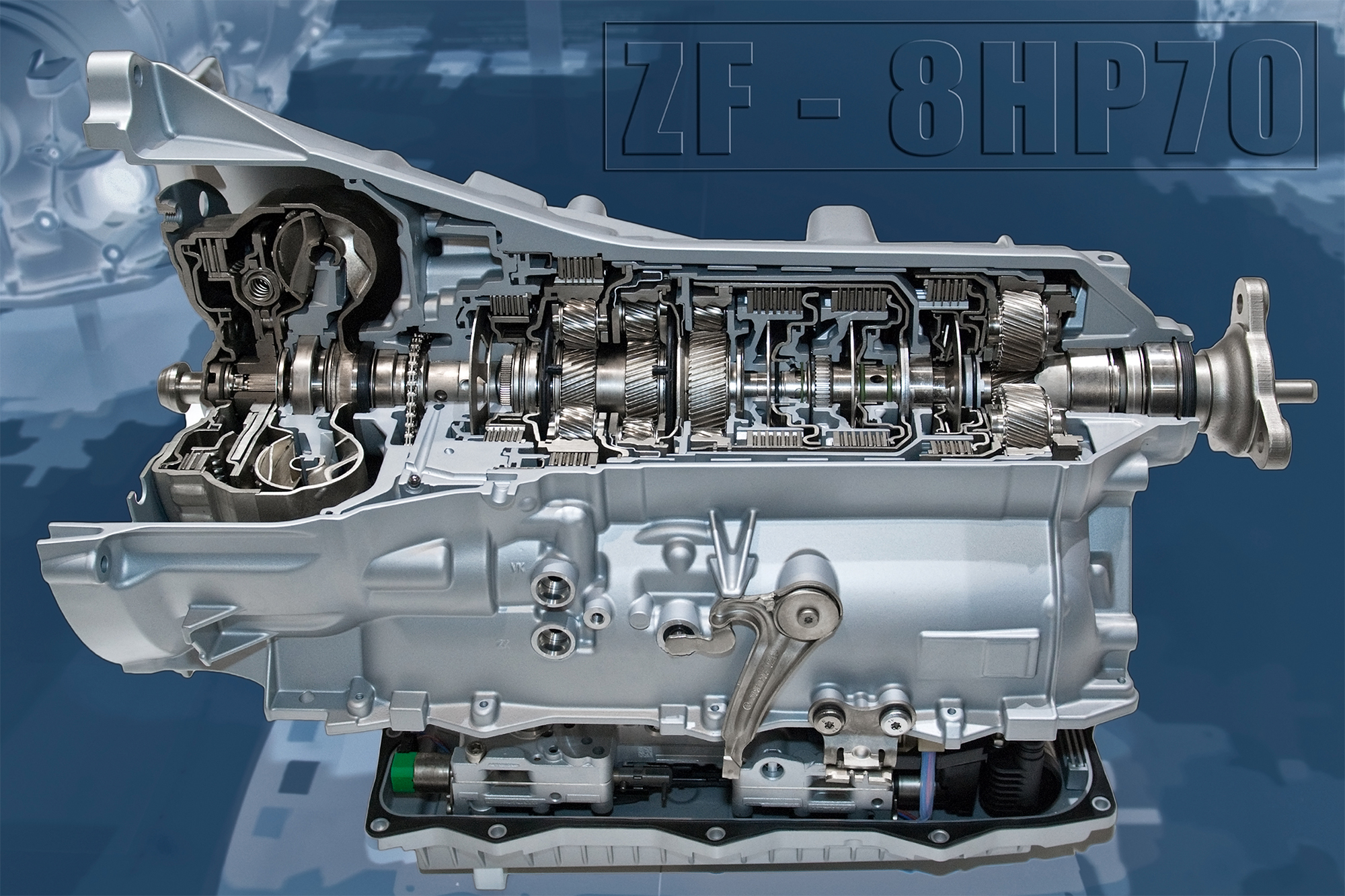
Achtgang-Stufenautomatikgetriebe der ZF Friedrichshafen AG vom Typ 8HP70

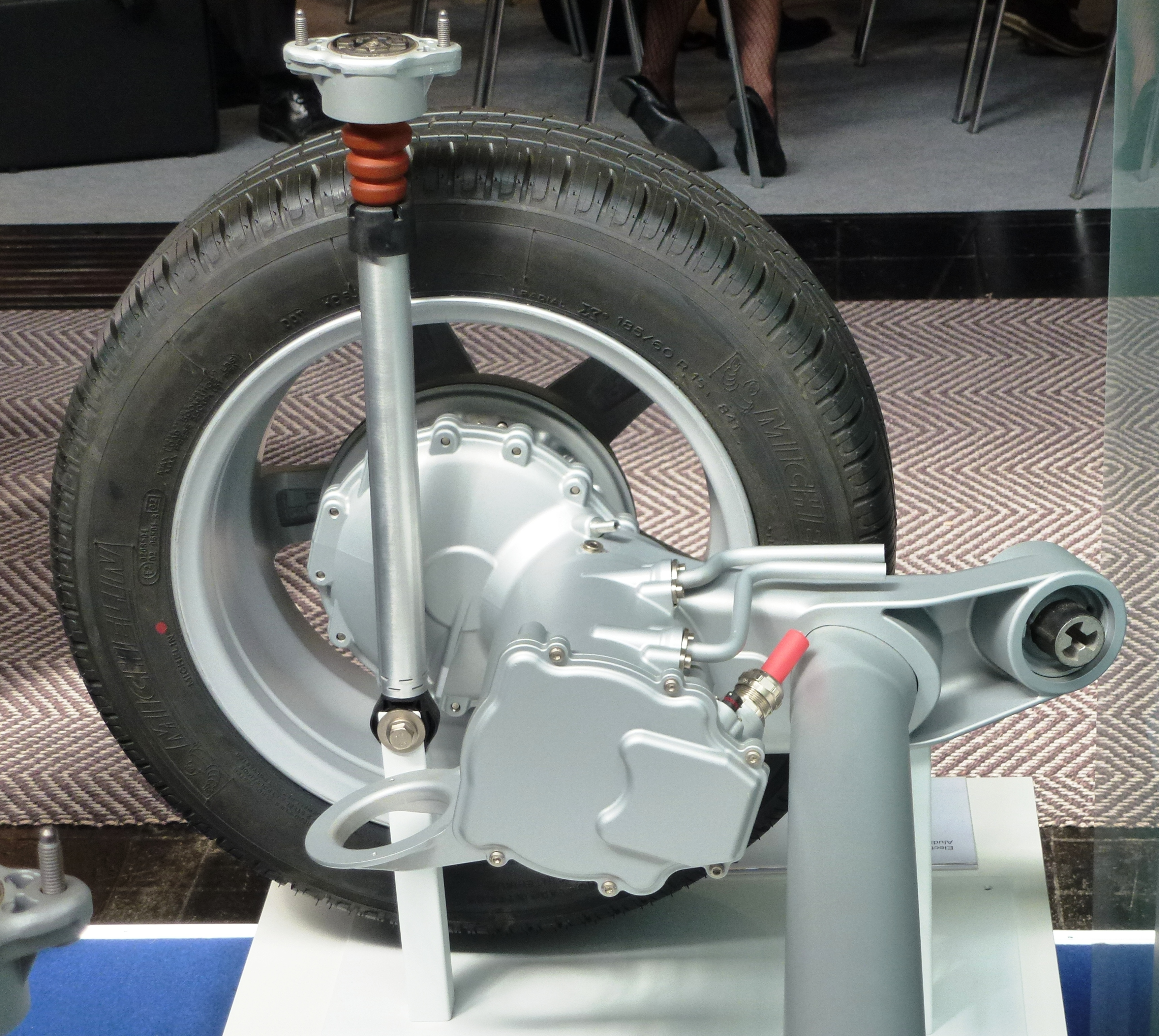
Elektro-Antriebseinheit von 2012

In der Division Antriebstechnik mit Hauptsitz in Saarbrücken bündelt ZF die Aktivitäten der Antriebstechnik für Personenkraftwagen. Dazu gehören Entwicklung, Produktion und Vertrieb von Getrieben, Achsgetrieben, Antriebsmodulen und Antriebskomponenten. Die Division gliedert sich in die drei Geschäftsfelder Getriebe, Achsgetriebe und Antriebsmodule an zwanzig Produktions- und Entwicklungsstandorten mit ca. 20.000 Beschäftigten:

Das Geschäftsfeld Getriebe entwickelt, produziert und vertreibt Automatikgetriebe, manuelle Getriebe und Doppelkupplungsgetriebe an sieben Standorten. Das Geschäftsfeld Antriebsmodule ist für aktive Anfahrsysteme wie Drehmomentwandler und Doppelkupplungen, Kupplungssysteme, Zweimassenschwungräder, Automatisierung manueller Getriebe sowie elektrische Antriebe verantwortlich. Diese Produkte werden an acht Standorten weltweit entwickelt und produziert. Der Hauptsitz des Geschäftsfelds ist in Schweinfurt. 2019 betrug der Umsatz der Division 7,312 Milliarden Euro.
Anfang 2012 übernahm ZF das Neunkircher Werk der Bauknecht Hausgeräte GmbH im Saarland und 240 dort beschäftigte Mitarbeiter, wo bislang Geschirrspüler produziert wurden. Grund war die Verlagerung und Vergrößerung der bisherigen Komponentenfertigung in Saarbrücken, die an Kapazitätsgrenzen gekommen war.
Im Dezember 2012 hatte der belgische Investor Punch Metals International das Straßburger GM-Werk übernommen und ließ hier 8-Gang-Automatgetriebe für ZF in Lizenz fertigen. Damit wurde der rund 100 Kilometer entfernte ZF-Standort Saarbrücken entlastet, der an seine Expansionsgrenzen gestoßen war. Anfang 2021 wurde die Division Pkw-Antriebstechnik mit der Division E-Mobility verschmolzen, zu einer neuen E-Division, die alle Antriebstechnologien bündelt.

### Pkw-Fahrwerktechnik
2011 wurden die Pkw-Fahrwerkaktivitäten von ZF, bestehend aus dem ehemaligen Unternehmensbereich Pkw-Fahrwerktechnik ZF Lemförder mit Hauptsitz in Lemförde und dem Fahrwerkbereich von Sachs zur neuen Division Pkw-Fahrwerktechnik zusammengelegt.
Die Division ist für die Produkte Fahrwerkkomponenten zur Radführung, passive und semiaktive Dämpfer sowie elektro-mechanische aktive Fahrwerksysteme bis zu Vorder- und Hinterachsen verantwortlich. Die Produkte werden unter dem Dach der Produktmarken Sachs, Lemförder, TRW und ZF Openmatics im Aftermarket vertrieben. Im Geschäftsjahr 2021 betrug der Umsatz 7,29 Milliarden Euro.

### Nutzfahrzeugtechnik
2011 wurden die Nutzfahrzeugaktivitäten von ZF zu einer Division zusammengeführt. Diese ist verantwortlich für die Geschäftsfelder Lkw- und Van-Antriebstechnik, Bus-Antriebstechnik, Nkw-Achssysteme, Nkw-Fahrwerkmodule, Nkw-Dämpfungstechnologie und Nkw-Antriebsstrangmodule.
Der Unternehmensbereich Nutzfahrzeug- und Sonderantriebstechnik mit seinem Sitz in Friedrichshafen konnte 2019 einen Umsatz von 3,7 Mrd. Euro verzeichnen. Die Mitarbeiterzahl lag bei 13.302 Beschäftigten.

### Industrietechnik
2011 wurde die Division Industrietechnik aus dem Unternehmensbereich Arbeitsmaschinen-Antriebstechnik und Achssysteme und verschiedenen anderen Geschäftsfeldern gebildet. Zur Division zählen die Geschäftsfelder für Arbeitsmaschinen-Systeme, Prüfsysteme, Sonder-Antriebstechnik, Marine-Antriebstechnik, Luftfahrt-Antriebstechnik und Windkraft-Antriebstechnik. Die Geschäftsfelder Nkw-Achssysteme und Nkw-Fahrwerkmodule wurden in die Division Nutzfahrzeug überführt. Das Geschäftsfeld Pkw-Achsgetriebe wurde der Division Antriebstechnik zugeordnet.
Der damalige Unternehmensbereich gliederte sich in die Geschäftsfelder Baumaschinensysteme, Landmaschinensysteme, Nkw-Achssysteme, Nkw-Fahrwerkmodule, Pkw-Achsgetriebe, Staplersysteme und Prüfsysteme. Des Weiteren stellt ZF Passau Prüfstände für die Entwicklung (Dauerlastprüfstände) und End-of-Line-Prüfstände für die Produktion her.
Im 2011 gebildeten Geschäftsfeld Sonder-Antriebstechnik werden spezielle Antriebsstränge auch in kleinen Stückzahlen entwickelt. Die Produktlinien sind Sonderfahrzeugsysteme, Bahn-Antriebssysteme sowie Industrieantriebe und Stellsysteme. Dieser Unternehmensbereich legt einen besonderen Wert auf innovative und individuelle Lösungen in der Antriebstechnologie. Möglich geworden ist die individuelle Fertigung durch eine „modulare“ Bauweise der Getriebereihen. Aus mehreren Varianten jeweils einer Baukomponente innerhalb eines Getriebetyps können sehr viele Getriebevarianten zusammengestellt werden.
Das Geschäftsfeld Marine-Antriebstechnik fertigt komplette Schiffsantriebssysteme, auch als Hybridvariante, mit Schiffsgetrieben, Ruder- und Seitenstrahlanlagen, elektronischen Steuerungssystemen, Pod-Antriebssystem, Steer-by-Wire-Lenkungssystemen sowie Fest- und Verstellpropeller.
2021 erwirtschaftete die Division mit 9.927 Beschäftigten einen Umsatz von 3,16 Mrd. Euro.

#### Elektronikkomponenten
2011 wurde das Geschäftsfeld Elektronikkomponenten mit dem Geschäftsfeld Schaltungssysteme zum neuen Geschäftsfeld Elektronische Systeme zusammengeführt und der Division Industrietechnik zugeordnet. Seit Mai 2013 ist der Bereich ein eigenständiges Geschäftsfeld der ZF Friedrichshafen AG.
Das Geschäftsfeld entstand aus der 2008 übernommenen Cherry Corp. und firmierte bis 2011 unter ZF Electronics GmbH mit Hauptsitz in Auerbach in der Oberpfalz. Es ist zuständig für die Entwicklung und Produktion von Steuerungen, Elektronikmodulen, Sensoren und Schaltern für die Automobilindustrie, Komponenten für Industrie- und Hausgeräteanwendungen sowie Computereingabegeräte. Auch das Geschäftsfeld Elektronikkomponenten konnte den Umsatz auf 640 Mio. Euro und damit um 10 % steigern.
Zum Jahresende 2014 waren 3.546 Mitarbeiter beschäftigt, was einen Anstieg um 16 % im Vergleich zum Vorjahr ausmacht. Im Januar 2016 wurden die Geschäftsfelder Elektronische Systeme, Elektrische Antriebstechnik und System Haus zur sechsten Division E-Mobility zusammengefasst, nach der TRW-Übernahme stieg hier die Anzahl der Mitarbeiter auf 5.300 Beschäftigte.

### Antriebs- und Fahrwerkkomponenten
Der Unternehmensbereich umfasste bis 2011 die Geschäftsfelder Kupplungssysteme Pkw, Aktive Anfahrsysteme, Kupplungssysteme Nkw, Elektrische Antriebe, Aktive Fahrwerksysteme Pkw, Konventionelle Dämpfer Pkw sowie Dämpfungssysteme Nkw/Schiene. Diesem Unternehmensbereich gelang 2010 eine Umsatzsteigerung um 40 % auf 2.564 Mio. Euro. Mit einem Zuwachs von 7 % betrug die Mitarbeiterzahl 2010 17.622. 2011 wurden die Geschäftsfelder in die neuen Divisionen Antriebstechnik, Fahrwerktechnik und Nutzfahrzeugtechnik überführt.

### ZF Aftermarket
2008 wurden die Aktivitäten Handel und Service zum Geschäftsfeld ZF Services zusammengeführt. Das Geschäftsfeld verantwortet das weltweite Handelsgeschäft mit den Produktmarken Sachs, Lemförder und Boge.
Im Februar 2009 veräußerte ZF Services sein Franchisekonzept für Reparaturwerkstätten AutoCrew an Bosch.
2017 stärkte ZF die wachsende Bedeutung des Aftermarket-Geschäfts durch einen einheitlichen Marktauftritt: Am 1. Januar 2017 nahm die neue Service-Organisation ZF Aftermarket nach einer 14-monatigen Integration der Aktivitäten von TRW Aftermarket dessen Aufgaben wahr und bietet seitdem entsprechende Produkte und Dienstleistungen an.
2019 wurde mit 7.390 Mitarbeitern ein Umsatz von 2,929 Mrd. Euro erreicht.

### ZF Race Engineering
Die ZF Race Engineering GmbH ist eine 100-prozentige Tochter der ZF Friedrichshafen AG und entwickelt, konstruiert und produziert Antriebs- und Fahrwerkkomponenten für Rennfahrzeuge und leistungsverstärkte Serienfahrzeuge in der ganzen Welt. Sie wurde 1998 als eigenständige Gesellschaft der damaligen Sachs AG in Schweinfurt gegründet. Heute beliefert die Motorsport-Gesellschaft alle namhaften Rennserien, von der Formel 1 über die WRC bis hin zur DTM.

### Lenkungstechnik
Die ZF Lenksysteme GmbH – gegründet am 1. Januar 1999 mit Sitz in Schwäbisch Gmünd – war ein Gemeinschaftsunternehmen der ZF Friedrichshafen AG und der Robert Bosch GmbH. Beide Partner hielten jeweils 50 % der Kapitalanteile. Das Unternehmen entwickelte und produzierte Lenkungstechnik für Pkw und Nutzfahrzeuge unter anderem auch in 16 Auslandsstandorten in neun Ländern in Asien, Europa, Nordamerika und Südamerika. Im Bereich Nkw-Lenkungen und Pumpen war es weltweit marktführend und schaffte es 2008 im Bereich Elektrolenkung auf Platz drei der Marktführer. 2010 war das bisher erfolgreichste Jahr in der zwölfjährigen Geschichte des Gemeinschaftsunternehmens. Der Umsatz stieg im Vergleich zum Vorjahr um 37 % auf 1.501 Mio. Euro. Der Umsatz lag damit sogar 14 % über dem Vorkrisenniveau. Die Mitarbeiterzahl stieg um 9 % auf 5.546 Beschäftigte (Kennzahlen 2010 auf 50 % ZF-Anteil bezogen).
Am 15. September 2014 gaben die beiden Partner bekannt, dass Bosch im Frühjahr 2015 den Anteil der ZF AG übernehmen wird. Über den Kaufpreis wurde Stillschweigen vereinbart. Aufgrund der am 15. Mai 2015 vollzogenen Übernahme von TRW Automotive und der damit einhergehenden Gründung der Division ZF TRW Aktive & Passive Sicherheitstechnik (Active & Passive Safety Technology) verfügt die ZF Group wieder über Lenkungstechnik im Konzern.

### fka GmbH

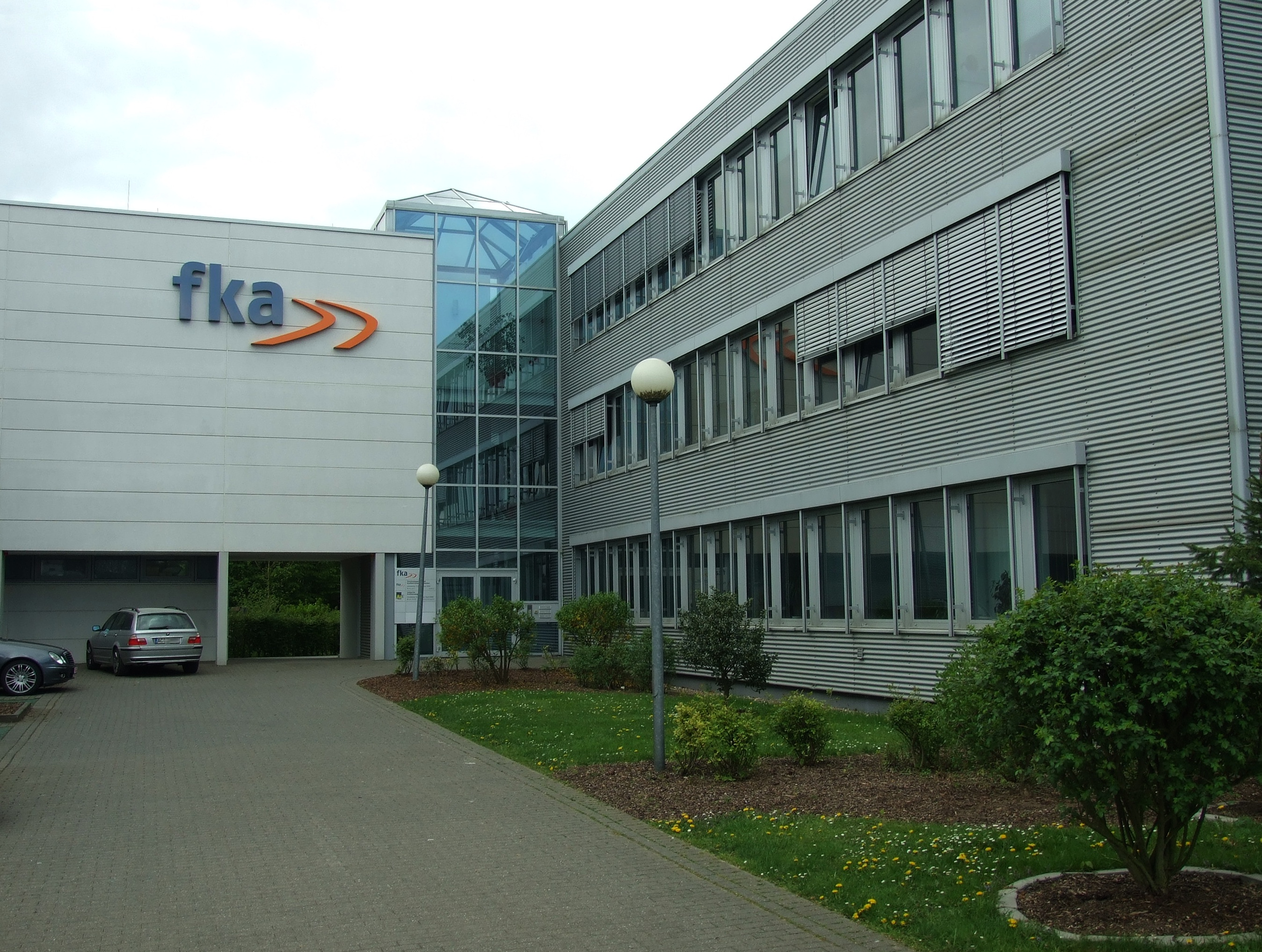
Firmensitz der fka

Die fka GmbH ist ein Entwicklungsdienstleister für die Automobilindustrie. Sie wurde in Aachen 1981 von Universitäts-Professor Jürgen Helling als Forschungsgesellschaft Kraftfahrwesen [mbH] Aachen gegründet. Heute ist die fka ein Tochterunternehmen der ZF Friedrichshafen AG und der Voss Automotive GmbH, Wipperfürth.
Die fka kooperiert eng mit dem Institut für Kraftfahrzeuge (ika) der Rheinisch-Westfälischen Technischen Hochschule (RWTH). Zu den Auftraggebern gehören in- und ausländische Automobilfirmen, Komponentenhersteller und Zulieferer sowie öffentliche Institutionen. Die Dienstleistungen der Geschäftsbereiche Fahrwerk, Karosserie, Antrieb, Elektronik, Automatisiertes Fahren, Fahrzeugkonzepte, Thermomanagement, Akustik sowie Kraftfahrzeug-Systembewertung umfassen nahezu alle relevanten Entwicklungsschritte für die Fahrzeugentwicklung. Die Aufgaben reichen von der Konzeption, der Konstruktion und Simulation bis hin zum Prototypenaufbau und dem experimentellen Versuch. Ergänzt wird das Dienstleistungsangebot mit strategischer und technischer Beratung.

## Soziales Engagement
Die ZF AG fördert – auch durch Mitarbeiterspenden – zahlreiche nationale und internationale Initiativen und Projekte in den Bereichen Umweltschutz, Soziales, Bildung, Kultur und Sport.
Neben der Förderung von Profi-Volleyballern, der Zeppelin Universität (ZU) oder der eigenen Kunststiftung, die Stipendien und den ZF-Musikpreis verleiht, engagiert sich das Unternehmen auch mit Hilfen wie 2009 in Indien oder zu Naturkatastrophen wie 2010 in Haiti durch den gemeinnützigen Verein ZF hilft sowie mit Initiativen zu Suchtprävention.
Das Unternehmen fördert die technische Ausbildung von Kindern und Studenten unter anderem durch die Vergabe von Stipendien, Bildungsveranstaltungen, Erhöhung der Ausbildungsplätze und Schülerpraktika.
Die ZF Friedrichshafen AG ist über die ZU-Stiftung Gründungsgesellschafterin der Zeppelin Universität (ZU).

## Film
- Antrieb für die Welt – die ZF Friedrichshafen am Bodensee. Dokumentarfilm, Deutschland, 2015, 29:38 Min., Buch und Regie: Willy Meyer, Produktion: SWR, Reihe: made in Südwest, Erstsendung: 2. September 2015 bei SWR, Inhaltsangabe von ARD
- Optimale Verzahnung mit Max Maag, YouTube-Video der ZF Group, 19. Januar 2015 (über die Maag-Verzahnung 1924 bei der ZF Friedrichshafen)